# Tanaparlatoria erythroxyloni
Tanaparlatoria erythroxyloni är en insektsart som beskrevs av Mamet 1962. Tanaparlatoria erythroxyloni ingår i släktet Tanaparlatoria och familjen pansarsköldlöss.
Artens utbredningsområde är Madagaskar. Inga underarter finns listade i Catalogue of Life.